# (73536) 2003 OX14
(73536) 2003 OX14 – planetoida z pasa głównego asteroid okrążająca Słońce w ciągu 5,5 lat w średniej odległości 3,11 j.a. Odkryta 22 lipca 2003 roku.